# Jesteś odrobiną szczęścia
Jesteś odrobiną szczęścia – czwarty singiel Kasi Kowalskiej promujący jej album Pełna obaw.
Singiel dodatkowo zawiera życzenia świąteczne i noworoczne od Kasi.
Muzyka: R. Sygitowicz, K. Kowalska; słowa: K. Kowalska.

## Lista utworów
- „Jesteś odrobiną szczęścia” (album version) — 4:30
- „Ave Maria” (album version) — 3:17

## Listy przebojów
| Notowania                          | pozycja |
| ---------------------------------- | ------- |
| Lista Przebojów Programu Trzeciego | 40      |